# 公開書架
公開書架（こうかいしょか、英語:open shelf）とは、図書館において、利用者が図書などの資料を直接触れる事ができる構造の書架を指す。開架。接架。

## 歴史
アメリカの図書館学者・アーサー・エルモア・ボストウィックは、「公開書架と館外貸出は公共図書館のマグナカルタである」と述べている。アメリカでは19世紀末期より書架を公開して利用者に読書の選択肢を与える試みが行われるようになった。
日本では1907年に佐野友三郎が山口県立図書館において書庫に収まりきらなくなった図書を書架ごと公開したのが最古の例とされている。だが、戦前においては蔵書の管理・保存が重要視され、公開開架の普及が本格化するのは戦後のことである。
1960年代に日本の図書館に置いても館外貸出が一般化するにつれて書庫の公開が進み、貴重な文献などを除いては公開して利用者の読書や貸出図書の選択に資することが広く行われるようになっていった。